# Giải bóng đá trong nhà cúp quốc gia 2016
Giải bóng đá trong nhà cúp quốc gia 2016 (tên gọi chính thức là Giải futsal Cúp quốc gia 2016) do liên đoàn bóng đá Việt Nam VFF tổ chức lần thứ hai.

## Các đội tham gia
Có 9 đội tham gia giải đấu, bao gồm:
- Hải Phương Nam, Phú Nhuận (gọi tắt là  Hải Phương Nam).
- Cao Bằng.
- Sài Gòn F.C..
- Hoàng Thư, Đà Nẵng (gọi tắt là  Hoàng Thư).
- Tân Hiệp Hưng.
- Sanatech Khánh Hòa (gọi tắt là  Sanatech KH).
- Thái Sơn Nam.
- Thái Sơn Bắc.
- Sanna Khánh Hòa (gọi tắt là  Sanna KH).

## Địa điểm thi đấu
- Vòng loại: Nhà Thi Đấu Thái Sơn Nam, Quận 8, Thành phố Hồ Chí Minh
- Vòng chung kết: Nhà thi đấu Rạch Miễu, Quận Phú Nhuận, Thành phố Hồ Chí Minh.

## Thể thức thi đấu
- Tất cả các trận đấu tại giải Futsal Cúp quốc gia 2016 đều thi đấu theo thể thức loại trực tiếp một trận, nếu sau hai hiệp thi đấu chính thức (mỗi hiệp kéo dài 20 phút) có tỷ số hoà thì sẽ đá luân lưu 6m để xác định đội thắng.
- Vòng loại: Căn cứ vào thành tích của các đội tại giải Futsal Cúp quốc gia 2015, 5 đội bóng có thành tích tốt nhất được miễn thi đấu vòng loại gồm: Hải Phương Nam Phú Nhuận, Thái Sơn Nam, Thái Sơn Bắc, Sanna Khánh Hoà, Sanatech Khánh Hoà. 4 đội còn lại (Tân Hiệp Hưng, Cao Bằng, Sài Gòn FC, Hoàng Thư Đà Nẵng) bốc thăm ngẫu nhiên chia thành 2 cặp thi đấu: hai đội thắng sẽ vào thi đấu vòng chung kết, hai đội thua sẽ thi đấu tiếp một trận nữa: đội thắng sẽ vào thi đấu vòng chung kết.
- Vòng chung kết: Gồm 8 đội (5 đội được miễn thi đấu vòng loại và 3 đội thắng ở vòng loại) sẽ bốc thăm thành 4 cặp thi đấu, các đội thắng sẽ thi đấu Bán kết, Chung kết để xếp hạng từ 1 đến 4. Các đội thua sẽ thi đấu để xếp hạng từ 5 đến 8 (theo sơ đồ bốc thăm đã định sẵn).

## Kết quả thi đấu

### Vòng loại
Ở lượt trận đầu tiên tại vòng loại, Hoàng Thư Đà Nẵng sẽ đối đầu Sài Gòn FC trong khi Cao Bằng gặp Tân Hiệp Hưng. Hai đội giành chiến thắng sẽ giành vé trực tiếp vào vòng chung kết. Hai đội thua sẽ gặp nhau để tranh suất vé còn lại.
| Hoàng Thư Đà Nẵng | 1-3      | Sài Gòn FC                                                                |
| ----------------- | -------- | ------------------------------------------------------------------------- |
| Lê Nhật Quang 5'  | Chi tiết | Đặng Phạm Ngọc Tú (2) 1' · Lê Công Hải (3) 18' · Nguyễn Hồng Kông (5) 29' |

| Cao Bằng FC                                                                                          | 3-3      | Tân Hiệp Hưng *                                                                                           |
| --- | -------- | --- |
| Dương Ngọc Linh · Nguyễn Tuấn Thành                                                                  | Chi tiết | Đặng Anh Tài (6) · Nguyễn Tấn Đông                                                                        |
| Loạt sút luân lưu                                                                                    |          | |
| Nguyễn Văn Trường · Nguyễn Văn Trung · Quốc Huy · Đặng Quốc Tâm · Phạm Thành Đạt · Nguyễn Tuấn Thành | 4-5      | Cổ Trí Kiệt · Đặng Anh Tài · Nguyễn Tấn Đông · Phạm Huỳnh Trung · Nguyễn Phước Quý Sang · Nguyễn Công Hải |

| Cao Bằng FC *                        | 2-2              | Hoàng Thư, Đà Nẵng                 |
| ------------------------------------ | ---------------- | ---------------------------------- |
| Vũ Ngọc Lân 3' 19'                   | Chi tiết Youtube | Nguyễn Văn Trung 10' · Lê Tuấn 31' |
| Loạt sút luân lưu                    |                  |                                    |
| Nguyễn Văn Trường · Nguyễn Văn Trung | 2-0              | Nguyễn Trường Duy · Lê Tuấn        |

### Vòng chung kết

#### Vòng bán kết
| Cao Bằng FC (*)                                         | 3-3     | Sanatech Khánh Hòa                                 |
| ------------------------------------------------------- | ------- | -------------------------------------------------- |
| Dương Ngọc Linh · Vũ Ngọc Lân · Nguyễn Văn Trường       | Youtube | Khổng Đình Hùng 18' · Nguyễn Quốc Bảo · Trần Tuyên |
| Loạt sút luân lưu                                       |         |                                                    |
| Nguyễn Văn Trường · Nguyễn Văn Trung · Huỳnh Quốc Tâm · | 3-2     | Khổng Đình Hùng · Nguyễn Phúc · Nguyễn Văn Hạnh    |

| Tân Hiệp Hưng   | 1-6     | Thái Sơn Nam                                                                                         |
| --------------- | ------- | --- |
| Cổ Trí Kiệt 16' | Youtube | Nguyễn Minh Trí 14' 19' · Phùng Trọng Luân 28' · Nguyễn Ngọc Sơn 29' · Vũ Xuân Du 31' · Phạm Đức Hoà |

| Sanna Khánh Hòa              | 2-1     | Sài Gòn F.C. |
| ---------------------------- | ------- | ------------ |
| Nguyễn Nhớ · Đặng Phước Hạnh | Youtube | Lê Công Hải  |

| Hải Phương Nam, Phú Nhuận                                            | 4-3     | Thái Sơn Bắc                                |
| -------------------------------------------------------------------- | ------- | ------------------------------------------- |
| Nguyễn Thanh Tuấn · Vũ Quốc Hưng 25' · Đoàn Văn Định · Đinh Văn Toàn | Youtube | Phùng Mạnh Quý · Chu Văn Tiến · Vũ Đức Tùng |

| Sanatech Khánh Hòa     | 1-2     | Tân Hiệp Hưng                                           |
| ---------------------- | ------- | ------------------------------------------------------- |
| Khổng Đình Hùng (2) 5' | Youtube | Nguyễn Phước Quý Sang (9) 3' · Trịnh Quang Vinh (7) 39' |

| Sài Gòn F.C.                                                                                               | 5-1     | Thái Sơn Bắc              |
| --- | ------- | ------------------------- |
| Phạm Trương Hoàng Nam (10) 1' · Trần Chí Nhật (4) 33' · Lê Công Hải (3) 36' · Nguyễn Hồng Kông (5) 36' 37' | Youtube | Nguyễn Thành Tín (10) 28' |

| Cao Bằng                               | 1-1     | Thái Sơn Nam (*)                             |
| -------------------------------------- | ------- | -------------------------------------------- |
| Nguyễn Văn Trung (7) 16'               | Youtube | Ngô Ngọc Sơn (15) 8'                         |
| Loạt sút luân lưu                      |         |                                              |
| Nguyễn Văn Trường · Nguyễn Văn Trung · | 1-2     | Trần Văn Vũ · Phạm Đức Hòa · Nguyễn Minh Trí |

| Hải Phương Nam, Phú Nhuận                                                    | 3-2     | Sanna Khánh Hòa            |
| ---------------------------------------------------------------------------- | ------- | -------------------------- |
| Huỳnh Bá Phương (10) 8' · Vũ Quốc Hưng (7) 24' · Mai Thanh Danh Toại (3) 28' | Youtube | Trần Văn Thanh (6) 37' 39' |

#### Trận phân hạng
Tranh hạng 7
| Sanatech Khánh Hòa                                                   | 4-1     | Thái Sơn Bắc     |
| -------------------------------------------------------------------- | ------- | ---------------- |
| Trần Minh Tuấn (12) · Trần Quang Toàn (11) · Trần Hữu Thành (17) 25' | Youtube | Chu Văn Tiến (7) |

Tranh hạng 5
| Tân Hiệp Hưng            | 2-3     | Sài Gòn F.C.                                                                    |
| ------------------------ | ------- | ------------------------------------------------------------------------------- |
| Cổ Trí Kiệt (14) 24' 27' | Youtube | Nguyễn Hoàng Minh (2) 3' · Nguyễn Trường Giang (17) 13' · Trần Chí Nhật (4) 28' |

Tranh hạng 3
| Cao Bằng               | 1-7     | Sanna Khánh Hòa                                                                      |
| ---------------------- | ------- | ------------------------------------------------------------------------------------ |
| Nguyễn Văn Trường (11) | Youtube | Nguyễn Trung Nam (2) · Phan Khắc Chí (10) · Đặng Phước Hạnh (7) · Trần Văn Thanh (6) |

#### Trận chung kết
| Hải Phương Nam, Phú Nhuận                                         | 1-1     | Thái Sơn Nam (*)                                            |
| ----------------------------------------------------------------- | ------- | ----------------------------------------------------------- |
| Nguyễn Thanh Tuấn (4) 38'                                         | Youtube | Phạm Đức Hòa (16) 19'                                       |
| Loạt sút luân lưu                                                 |         |                                                             |
| Đinh Văn Toàn (13) · Lê Tấn Anh (19) · Nguyễn Ngọc Thanh Phú (18) | 1-2     | Trần Văn Vũ (11) · Phạm Đức Hòa (16) · Nguyễn Minh Trí (14) |

## Tiền thưởng
- Vô địch: 50.000.000đ
- Á quân: 30.000.000đ
- Hạng ba: 20.000.000đ
- Giải phong cách: 10.000.000đ
- Cầu thủ xuất sắc nhất giải: 3.000.000đ
- Cầu thủ ghi nhiều bàn thắng nhất giải: 3.000.000đ
- Thủ môn xuất sắc nhất giải: 3.000.000đ

## Tổng kết toàn giải
- Vô địch: Thái Sơn Nam
- Giải Nhì: Hải Phương Nam Phú Nhuân
- Giải Ba: Sanna Khánh Hòa
- Giải phong cách: Sài Gòn FC
- Cầu thủ ghi nhiều bàn thắng nhất: Trần Văn Thanh (Sanna Khánh Hòa, 4 bàn)
- Thủ môn xuất sắc nhất: Trần Bửu Phước (Cao Bằng)
- Cầu thủ xuất sắc nhất: Trần Văn Vũ (Thái Sơn Nam)

## Nhà tài trợ

### Tài trợ chính
- Công ty TNHH Thương mại Thái Sơn Nam.

### Đồng tài trợ
- Công ty cổ phần Động Lực.

### Đối tác tổ chức
- XLE Group.
- Saigon Heat.[2]